# Danielle De Metz
Danielle De Metz (Parigi, 5 settembre 1938) è un'attrice francese.

## Biografia
Famosa per le sue numerose apparizioni in spettacoli televisivi degli anni sessanta, è maggiormente conosciuta per le sue partecipazioni a Hollywood Party (1968), film diretto da Blake Edwards, La vendetta del dottor K. (1959), pellicola diretta da Edward Bernds, e La spada magica (1962), film diretto da Bert I. Gordon.

## Vita privata
Sposò George De Metz a Parigi nel 1956 e i due divorziarono nel 1961 a Los Angeles. In California si risposò con Alan Luber nel marzo del 1962.

## Filmografia

### Cinema

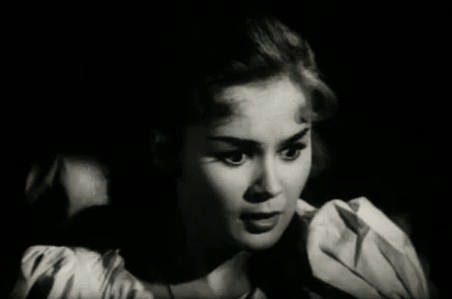
Danielle De Metz nel film La vendetta del dottor K. (1959)

- La vendetta del dottor K. (Return of the Fly), regia di Edward Bernds (1959)
- Valley of the Dragons, regia di Edward Bernds (1961)
- La ragazza di mille mesi, regia di Steno (1961)
- Jessica, regia di Jean Negulesco e Oreste Palella (1962)
- La spada magica (The Magic Sword), regia di Bert I. Gordon (1962)
- Odio mortale, regia di Franco Montemurro (1962)
- Il segno di Zorro, regia di Mario Caiano (1963)
- Gidget a Roma (Gidget Goes to Rome), regia di Paul Wendkos (1963)
- Il segreto dello scorpione (The Scorpio Letters), regia di Richard Thorpe (1967)
- Campo 44, regia di Buzz Kulik (1967)
- Hollywood Party (The Party), regia di Blake Edwards (1968)
- Wake Me When the War Is Over, regia di Gene Nelson (1969)
- Attacco a Rommel (Raid on Rommel), regia di Henry Hathaway (1971)

### Televisione

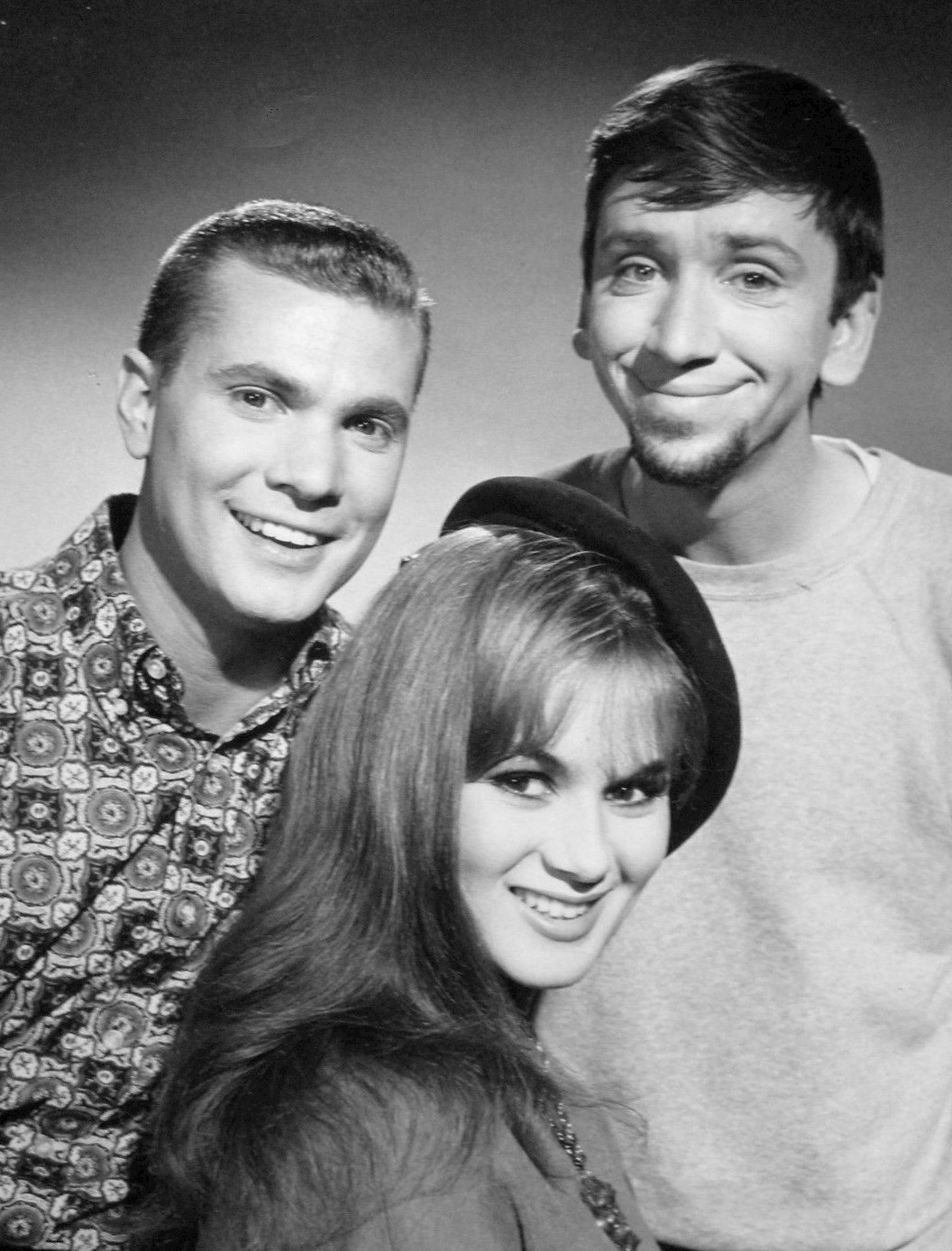
Danielle De Metz con Dwayne Hickman e Bob Denver in The Many Loves of Dobie Gillis (1960)

- Have Gun - Will Travel – serie TV, episodio 3x03 (1959)
- Alfred Hitchcock presenta (Alfred Hitchcock Presents) – serie TV, episodio 5x16 (1960)
- Bringing Up Buddy – serie TV, episodio 1x10 (1960)
- The Many Loves of Dobie Gillis – serie TV, episodio 2x11 (1960)
- Lock Up – serie TV, episodio 2x21 (1961)
- The Tab Hunter Show – serie TV, episodi 1x20-1x23 (1961)
- Bachelor Father – serie TV, episodio 4x22 (1961)
- Gli intoccabili (The Untouchables) – serie TV, episodio 2x21 (1961)
- Thriller – serie TV, episodio 2x02 (1961)
- Avventure in paradiso (Adventures in Paradise) – serie TV, episodi 2x11-3x05 (1960-1961)
- Surfside 6 – serie TV, episodi 1x23-2x18 (1961-1962)
- Indirizzo permanente (77 Sunset Strip) – serie TV, episodio 4x23 (1962)
- Il dottor Kildare (Dr. Kildare) – serie TV, episodio 3x10 (1963)
- Combat! – serie TV, episodio 2x15 (1963)
- The Greatest Show on Earth – serie TV, episodio 1x18 (1964)
- Gli inafferrabili (The Rogues) – serie TV, episodio 1x04 (1964)
- Viaggio in fondo al mare (Voyage to the Bottom of the Sea – serie TV, episodio 1x12 (1964)
- Io e i miei tre figli (My Three Sons) – serie TV, episodio 5x15 (1964)
- Le spie (I Spy) – serie TV, episodio 1x20 (1966)
- Perry Mason – serie TV, episodio 9x25 (1966)
- Codice Gerico (Jericho) – serie TV, episodio 1x04 (1966)
- Agenzia U.N.C.L.E. (The Girl from U.N.C.L.E.) – serie TV, episodio 1x18 (1967)
- Strega per amore (I Dream of Jeannie) – serie TV, episodio 2x28 (1967)
- Organizzazione U.N.C.L.E. (The Man from U.N.C.L.E.) – serie TV, 4 episodi (1966-1967)
- Premiere – serie TV (1968)
- The Flying Nun – serie TV, episodio 2x20 (1969)
- Longstreet – serie TV, episodio 1x12 (1971)
- Jefferson Keyes (Cool Million) – serie TV, episodio 1x04 (1972)